# Lac Mikisiw Amirikanan
Le lac Mikisiw Amirikanan est un plan d'eau douce faisant partie du réservoir Gouin (via la baie Ganipi), dans le territoire de la ville de La Tuque, dans la région administrative de la Mauricie, dans la province de Québec, au Canada.
Ce plan d’eau s’étend entièrement dans le canton de Marmette.
Les activités récréotouristiques constituent la principale activité économique du secteur. La foresterie arrive en second.
La foresterie constitue la principale activité économique de cette vallée ; les activités récréotouristiques, en second. La vallée de la rivière Wacekamiw est desservie par quelques
routes qui passent aux environs du lac Lepage (rivière Wacekamiw). Ces routes forestières se relient au Sud à la route forestière 400 qui relie Parent (Québec) au barrage Gouin.
La surface du Lac Mikisiw Amirikanan est habituellement gelée de la mi-novembre à la fin avril, toutefois la circulation sécuritaire sur la glace se fait généralement du début décembre à la fin de mars. Le niveau de l’eau peut varier significativement selon la gestion des eaux du barrage Gouin.

## Géographie
Les bassins versants voisins du Lac Mikisiw Amirikanan sont :
- côté nord : baie Ganipi, lac Marmette (réservoir Gouin), baie Eskwaskwakamak, lac Kawawiekamak, rivière Toussaint, lac McSweeney ;
- côté est : lac Marmette (réservoir Gouin), baie Marmette Sud, lac Magnan (réservoir Gouin) (baie Sud), lac Nevers (réservoir Gouin), lac Brochu (réservoir Gouin) ;
- côté sud : rivière Wacekamiw, lac Lepage (rivière Wacekamiw), rivière Nemio, lac Huguenin, lac Sulte, lac Sergent, ruisseau Pitchpine ;
- côté ouest : rivière Nemio, lac Bureau (réservoir Gouin) (baie du Nord et baie de l’Est), baie Thibodeau, lac du Mâle (réservoir Gouin), baie Saraana.

D’une longueur de 4,9 km, le lac Mikisiw Amirikanan ressemble à un croissant déformé ouvert vers le Nord-Est. Sa rive Nord-Est est caractérisée par des montagnes dont un sommet atteint 498 m. La partie Sud-Est est désignée "Baie de la Barouette" ; la partie Nord est désignée "Baie de la Piscine". Du côté Ouest du lac, une presqu’île s’étirant vers le Nord sur 3,2 km sépare ce lac de la baie Ganipi.
L’embouchure du Lac Mikisiw Amirikanan comporte un très court détroit reliant ce lac à la baie Ganipi. L’embouchure du Lac Mikisiw Amirikanan est située à :
- 5,1 km au Sud de l’embouchure de la baie Ganipi ;
- 14,4 km au Sud-Est du centre du village de Obedjiwan ;
- 59,4 km au Nord-Ouest du barrage Gouin ;
- 106 km au Nord-Ouest du centre du village de Wemotaci ;
- 197 km au Nord-Ouest du centre-ville de La Tuque ;
- 299 km au Nord-Ouest de l’embouchure de la rivière Saint-Maurice (confluence avec le fleuve Saint-Laurent à Trois-Rivières)[1].

À partir de l’embouchure du Lac Mikisiw Amirikanan, le courant coule sur 75,1 km, selon les segments suivants :
- 7,1 km vers le Nord jusqu’à la sortie de la baie Ganipi ;
- 22,6 km d’abord vers le Nord-Est pour contourner une presqu’île, puis vers le Sud-Est en traversant la baie Marmette Sud jusqu’à la confluence du lac Chapman (réservoir Gouin) ;
- 7,3 km vers l’Est, en contournant par le Nord l’île de la Croix dans sa traversée du lac Nevers (réservoir Gouin), jusqu’à son embouchure ;
- 41,1 km passant au Sud de l’île Kaminictikotanak et en contournant par le Nord une grande péninsule rattachée à la rive Sud du réservoir Gouin ; vers le Sud-Est dans le bras Sud-Est du lac Brochu (réservoir Gouin) ; puis vers l’Est dans la baie Kikendatch jusqu’au barrage Gouin.

À partir de ce barrage, le courant emprunte la rivière Saint-Maurice jusqu’à Trois-Rivières.

## Toponymie
L’expression « Mikisiw Amirikanan » est d’origine autochtone.[réf. nécessaire]
Le toponyme "Lac Mikisiw Amirikanan " a été officialisé le 31 mai 1984 par la Commission de toponymie du Québec.